# Henrik Christiansen (borgmester)
 For alternative betydninger, se Henrik Christiansen. (Se også artikler, som begynder med Henrik Christiansen)
Henrik Christiansen (født 16. februar 1938, død 28. november 2000) var en dansk politiker fra Socialdemokratiet, der var borgmester i Roskilde Kommune fra 1986 til sin død.
Henrik Christiansen var uddannet lærer og arbejdede hermed fra 1961 til 1973. Herefter virkede han som leder af AOF's aftenskole, indtil han i 1986 blev valgt til borgmester. I 1970 blev han medlem af kommunalbestyrelsen i Roskilde, og fra 1982 til 1984 var han viceborgmester. Ved kommunalvalget i 1985 trådte den siddende, socialdemokratiske borgmester Lisbeth Olsen tilbage, og Henrik Christiansen blev valgt som socialdemokratisk borgmesterkandidat. Efter valget blev han konstitueret som borgmester. Som borgmester stod Henrik Christiansen bl.a. i spidsen for planlægningen af de nye bydele Trekroner og Hyrdehøj. Ved siden af jobbet som borgmester sad Henrik Christiansen også i bestyrelsen for Kommunernes Landsforening og var formand for Danmarks Bibliotekscenter.
Ved sin død i 2000 overtog partifællen Jette Kristensen borgmesterposten.